# مارتقوپی

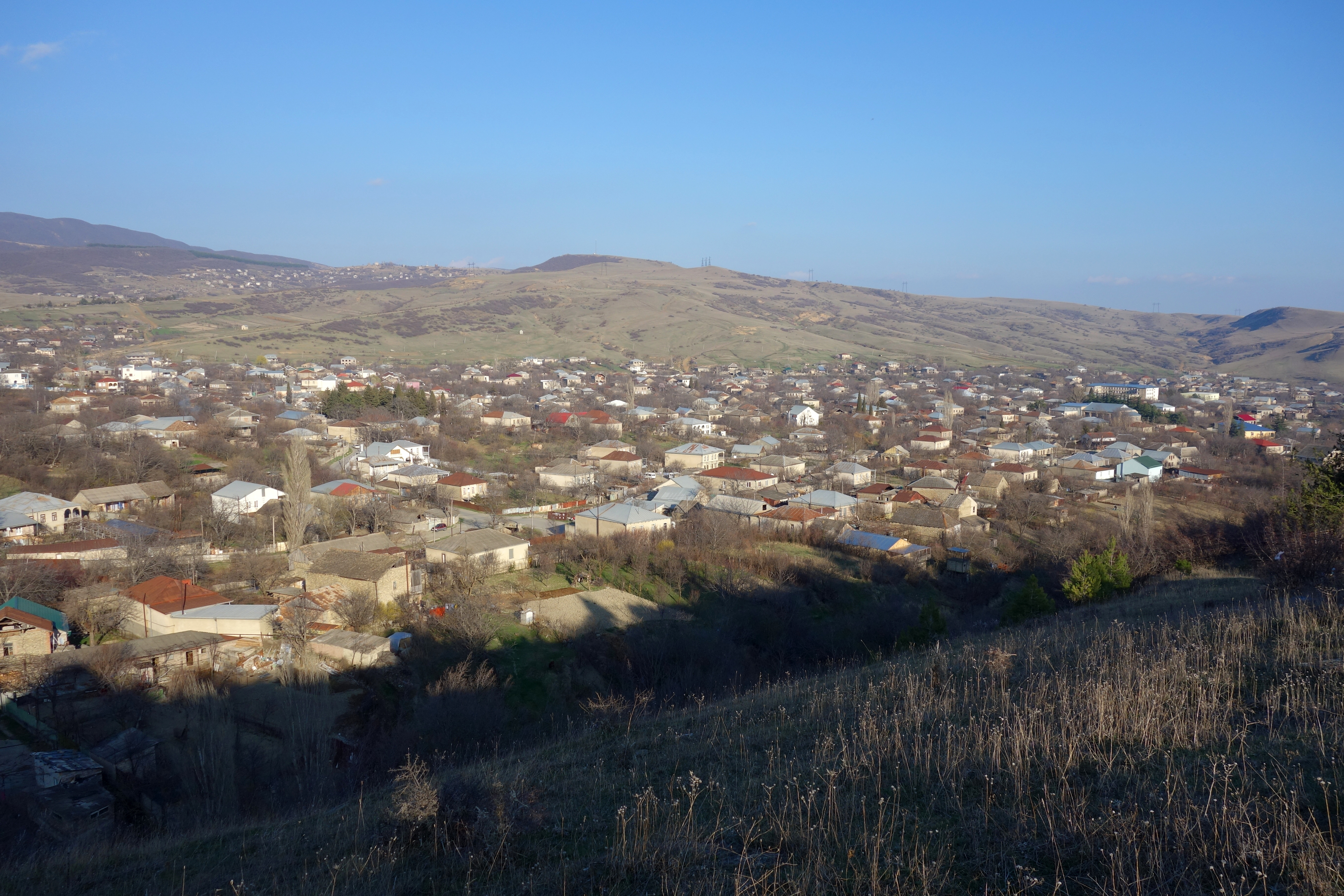
نمایی از مارتقوپی

مارتقُپی (گرجی: მარტყოფი) روستایی در شهرداری گاردابانی کشور گرجستان است. این روستا در سمت چپ رشته ایالنو و در تنگه رودخانه‌های آلیخِوی و تِوالی جای دارد و ۷۷۰ متر بالاتر از سطح آب‌های آزاد است. این روستا تا گاردابانی ۵۵ کیلومتر فاصله دارد. بر اساس سرشماری سال ۲۰۱۴، این روستا دارای ۷۳۹۷ نفر جمعیت بوده است. این روستا دارای آثاری متعلق به عصر برنز است.
مارتقوپی در زمان شاه عباس اول، محل جنگی بود که میان گرجی‌های استقلال‌طلب متحد و ارتش امپراتوری صفویان روی داد و منجر به شکست صفویان شد. پس از آن به دلایلی اتحاد گرجی‌ها از بین رفت و این بار در مقابل سپاه جدید و تازه‌نفس صفوی شکست خوردند و بازماندگان آن‌ها به مجازات نابود کردن ارتش امپراتوری صفویان به ایران تبعید شدند.